# Reggenza di Serang
La Reggenza di Serang (in indonesiano Kabupaten Serang) è una reggenza (kabupaten) dell'Indonesia situata nella provincia di Banten.